# Cascadas Apsley
Las cascadas Apsley (en inglés: Apsley Falls) son dos cascadas de Australia localizadas en el curso del río Apsley, en la región de las Mesetas del Norte de Nueva Gales del Sur. Las cascadas se encuentran a unos 20 kilómetros  al este de Walcha y a 1 kilómetro de la autopista Oxley, en una profunda garganta, que forma parte del parque nacional Ríos Salvajes de Oxley. Son las primeras caídas en una sucesión de caídas dramáticas en un área que tiene algunos de los paisajes más notables del este de Australia. La primera de las caídas tiene aproximadamente 65 metros y la segunda, que está a unos 800 metros  más adelante, se desploma 58 metros hasta el fondo del desfiladero.
Las cascadas honran el nombre de Lord Apsley, entonces Secretario de Estado de las Colonias.

## Historia

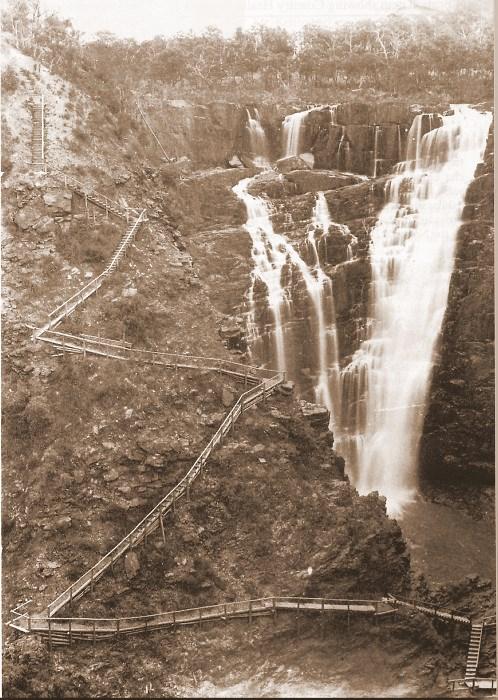
Las viejas escaleras de madera de las cascadas Apsley, Walcha

Los aborígenes cuentan la historia de cómo la Serpiente del Arco Iris creó la garganta en las cascadas Apsley en Dreamtime. Se dice que la Serpiente del Arco Iris viajaba bajo tierra desde la base de las cascadas para reaparecer 20 km río arriba, en Mill Hole, en el río Apsley en Walcha. El sitio ahora está marcado en Mill Hole por el mosaico Rainbow Serpent hecho con la ayuda de la comunidad aborigen local.
Además del significado aborigen de la zona como lugar de reunión, John Oxley pasó por las cataratas el 13 de septiembre de 1818 y las llamó las cataratas de Bathurst (Bathurst Falls). Las describió como «una de las cascadas más magníficas que hayamos visto». Oxley nombró el río Apsley y escribió en su diario que estaba «perdido de asombro al ver esta maravillosa sublimidad natural».
En 1902, tres hombres, Ted Baker, Jim McMillan y "Wattie" Joiner construyeron la escalera de madera que zigzagueaba desde la parte superior de la garganta hasta la orilla del agua. Toda la madera utilizada en esa peligrosa y gigantesca tarea fue tallada a mano con hacha y azuela por este trío. La escalera original se usó hasta 1932, cuando fue considerada insegura y fue parcialmente demolida.
Mucho tiempo después de que partes de esa escalera se pudrieran y se volvieran peligrosas, el Lions Club de Walcha emprendió la gran tarea de levantar una escalera de acero y una plataforma de observación a mitad de camino por el desfiladero. Uno de los Leones, Lindsay McMillan (hijo del anterior Jim McMillan), diseñó la estructura de acero, el puesto de observación y la plataforma. Todos los materiales fueron suministrados por el Walcha Shire Council y a los miembros del Club de Leones les tomó 1745 horas completar el trabajo durante 1961. Los Leones fueron reconocidos internacionalmente y justamente por su contribución. La apertura oficial de la escalera escénica fue el 14 de octubre de 1961 por el miembro del estado de Armidale, Davis Hughes.

## Características
Las paredes escarpadas de la garganta superior de Apsley están causadas en gran medida porque la pizarra en esta área se desgaja verticalmente.
El borde del desfiladero soporta una vegetación de bosque con un sotobosque limitado de plantas arbustivas. Las plantas comunes incluyen varias zarzas, Acacia amoena  (acacia boomerang), Acacia dealbata  (mimosa plateada), Acacia filicifolia  (acacia de hojas de helecho) y zarzas verdes, además de árboles de té, Eucalyptus caliginosa  (corteza fibrosa de hoja ancha), Eucalyptus viminalis  (encías), Eucalyptus nicholii  ( menta piperita negra de hojas angostas), goma roja del bosque, Eucalyptus melliodora(boj amarilloa),  Dipodium punctatum  (orquídeas jacintas), Hakea fraseri (hakea de garganta),  Jacksonia scoparia (cornejo o escoba nativa) y arbusto de margaritas.
Las águilas audaces pueden verse elevarse en las térmicas del área. Canguros, pericos elegantes o rosellas carmesíes, equidnas —también conocidos como osos hormigueros espinosos— y ualabíes frecuentan el área.

## Instalaciones

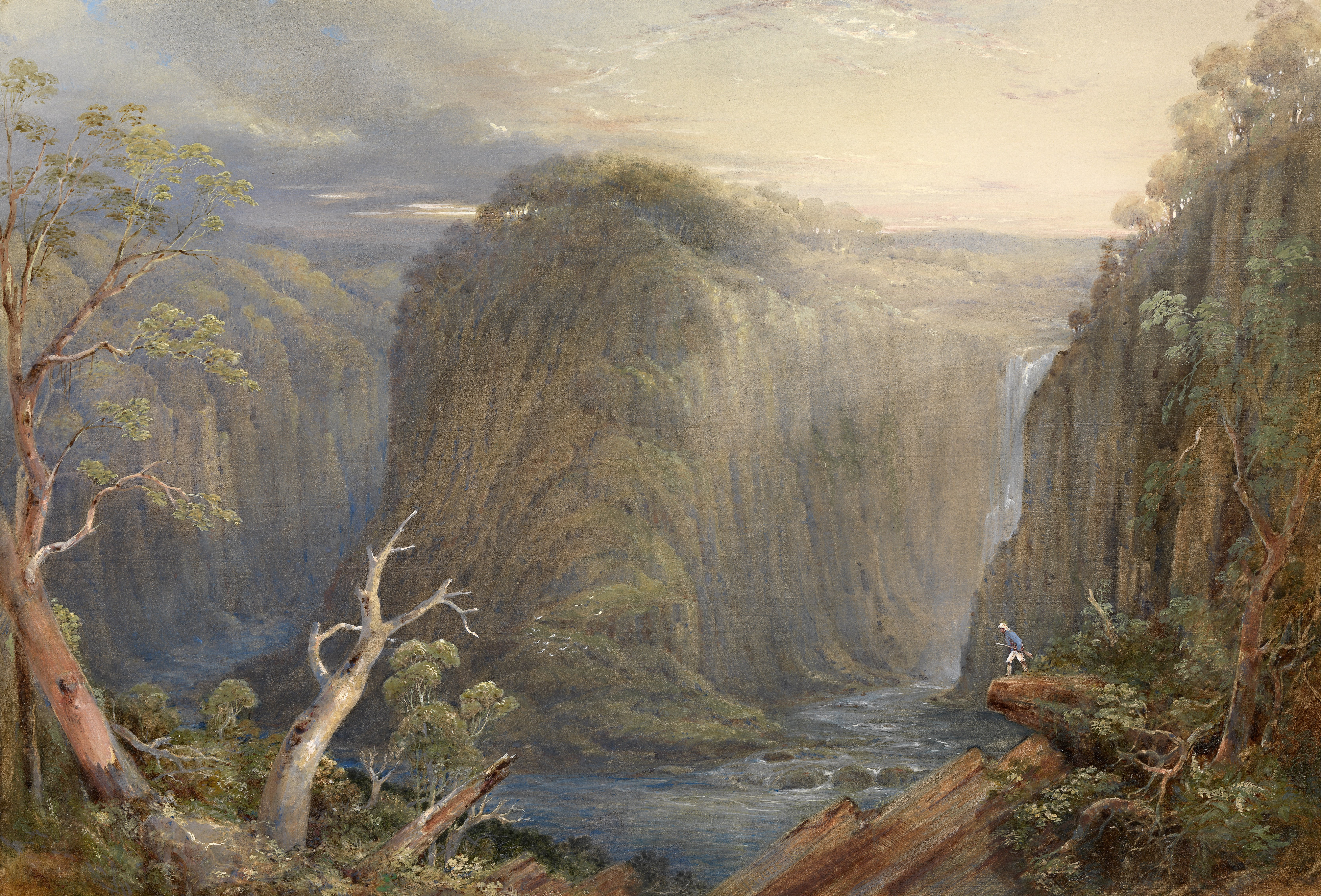
One of the falls on the Apsley (1873), acuarela de Conrad Martens (1801-1878)

Desde que el Servicio de Parques Nacionales y Vida Silvestre se hizo cargo, se han construido miradores y pasarelas adicionales para ver y fotografiar esta magnífica garganta y las dos cascadas. Hay varios paseos cortos que se pueden tomar desde los aparcamientos y hay  información erigida en el área cerca de las instalaciones de aseo.
Las principales cascadas y la garganta se pueden ver desde varios miradores a los que se accede fácilmente a través de las escaleras desde el aparcamiento.
Además, Oxley Walk es una caminata de 2.7 km y 1½ horas sobre una pasarela sellada, que cruza el río a través de una pasarela, luego continúa alrededor del lado norte de la garganta. Otro puesto de observación ofrece excelentes vistas de las cascadas principales (650 m) y la pista continúa más allá de otros tres miradores, donde se puede ver una segunda cascada y los espectaculares acantilados del abismo. Este puente fue arrastrado por una inundación el 28 de diciembre de 2009, pero su reemplazo se abrió en junio de 2012.
Hay buenas instalaciones disponibles para los campistas de caravanas o tiendas de campaña, que incluyen leña, baños, información interpretativa, senderos endurecidos, acceso para personas discapacitadas, diez plataformas de observación, historia aborigen, flora y fauna. Se aplica una pequeña tarifa de campamento. No se permiten perros ni otras mascotas domésticas.

Vistas de las cascadas
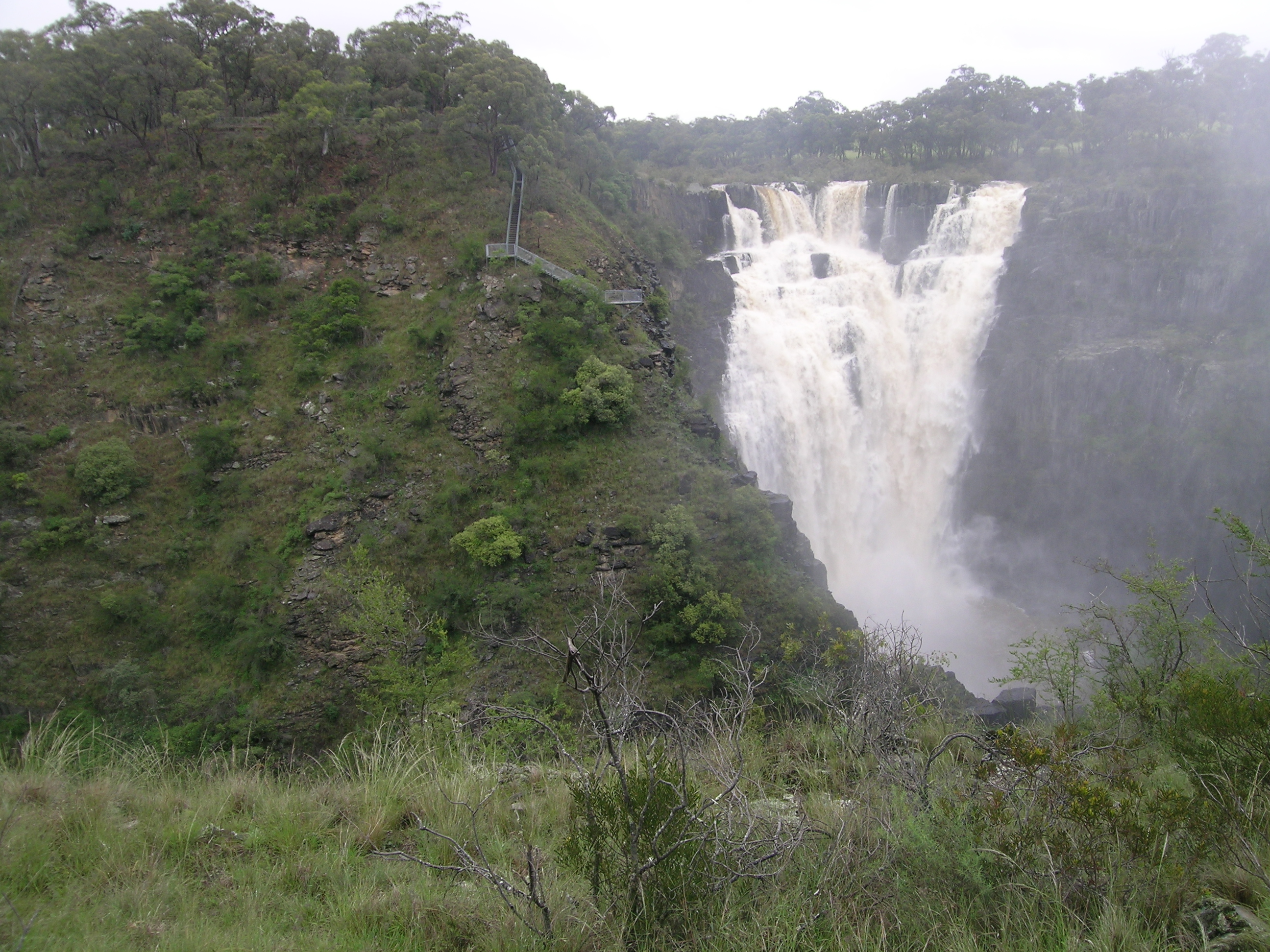
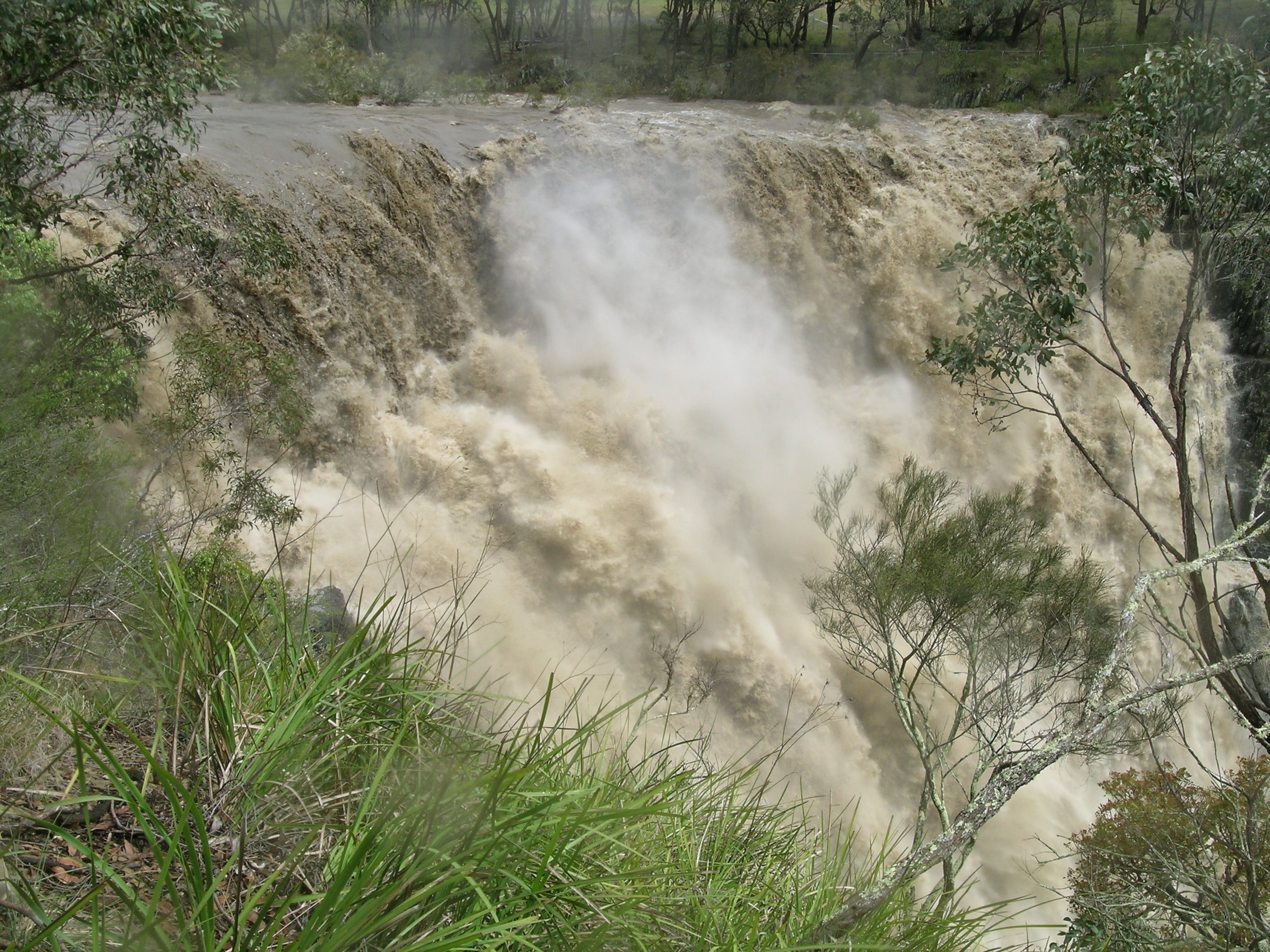
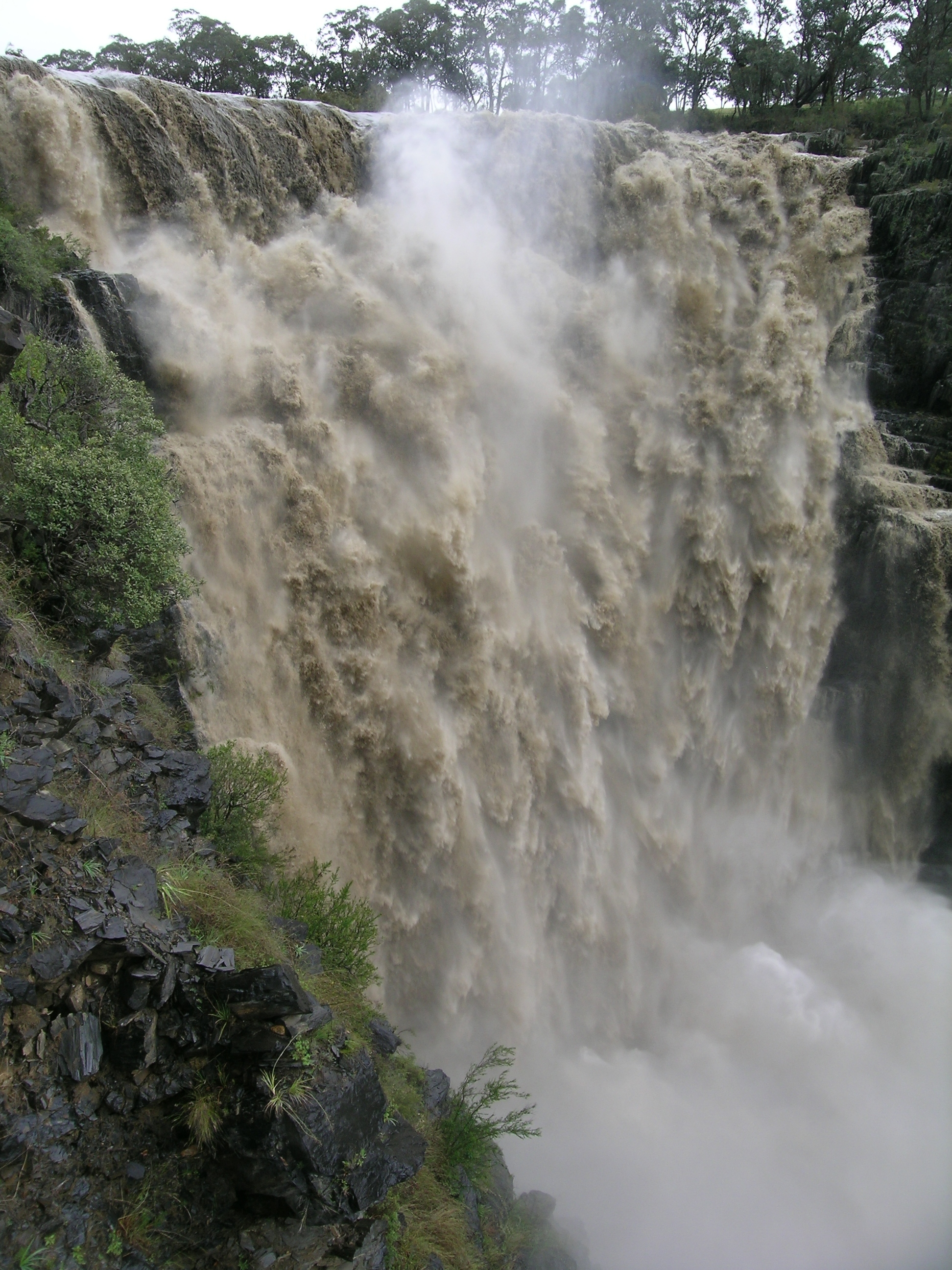
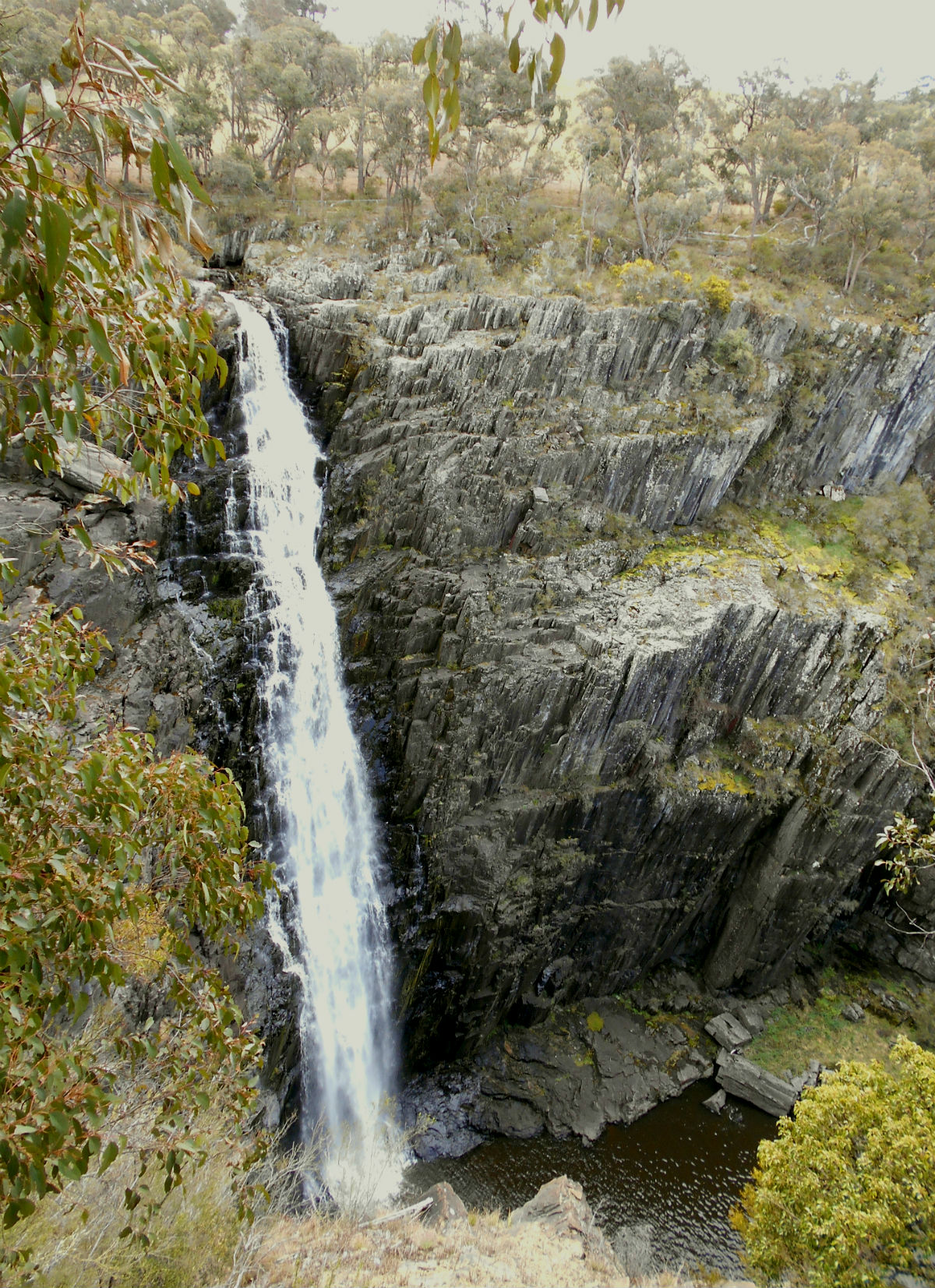